# Clearwater River (North Saskatchewan River)
Der Clearwater River (englisch für „Klarwasser-Fluss“) ist ein rechter Nebenfluss des North Saskatchewan Rivers in der kanadischen Provinz Alberta.

## Flusslauf
Seinen Ursprung hat der Clearwater River in den Devon Lakes, drei kleinere etwa 2300 m hoch gelegene Bergseen in den kanadischen Rocky Mountains unterhalb des 3066 m hohen Clearwater Mountain im Banff-Nationalpark. Am Oberlauf befinden sich die beiden kleineren Seen Clearwater Lake und Trident Lake. Der Clearwater River fließt in überwiegend ostnordöstlicher Richtung durch das Gebirge. Bei Flusskilometer 150 durchschneidet der Fluss die östlichste Bergkette und erreicht das vorgelagerte Hügelland. Etwa 20 km südlich von Rocky Mountain House wendet sich der Clearwater River nach Norden und erreicht schließlich nahe Rocky Mountain House den North Saskatchewan River.
Der Clearwater River hat eine Länge von 203 km. Sein Einzugsgebiet umfasst 3220 km². Der mittlere Abfluss (MQ) beträgt 26 m³/s.

## Nebenflüsse
- Alford Creek
- Cuttoff Creek
- Elk Creek
- Forbidden Creek
- Idlewild Creek
- Limestone Creek
- Martin Creek
- Malloch Creek
- Peppers Creek
- Peters Creek
- Pineneedle Creek
- Prairie Creek
- Roaring Creek
- Rock Creek
- Seven Mile Creek
- Tay River
- Timber Creek
- Washout Creek